# Dunalia brachyacantha
Dunalia brachyacantha är en potatisväxtart som beskrevs av John Miers. Dunalia brachyacantha ingår i släktet Dunalia och familjen potatisväxter. Inga underarter finns listade i Catalogue of Life.